# Jolanda Robben
Jolanda Bombis-Robben (Klijndijk, 29 februari 1984) is een voormalige Nederlandse handbalster. Ze sloot haar carrière af in de Duitse Handbal-Bundesliga bij SVG Celle.